# Liste der Naturdenkmale in Nuthetal
Die Liste der Naturdenkmale in Nuthetal nennt die Naturdenkmale in Nuthetal im Landkreis Potsdam-Mittelmark in Brandenburg.
In den Spalten befinden sich folgende Informationen:
- Nr.: Identifizierungsnummer nach veröffentlichter Liste. Sie wird von der unteren Naturschutzbehörde des Landkreises oder der kreisfreien Stadt vergeben. Wenn sie bekannt ist, wird sie angegeben. In dieser Spalte kann sich zusätzlich das Wort Wikidata befinden, der entsprechende Link führt zu Angaben zu diesem Naturdenkmal bei Wikidata.
- Bezeichnung: Benennung des Naturdenkmals, in der Regel wird bei Bäume die Baumart genannt. Bekannte Eigennamen werden mit angegeben.
- Gemarkung: Ort oder Gemarkung, in der sich das Naturdenkmal befindet
- Lage: Nennt die Lage des Naturdenkmals im jeweiligen Ortsteil und die geografischen Koordinaten des Naturdenkmals. Link zu einem Kartenansichtstool, um Koordinaten zu setzen. In der Kartenansicht sind Naturdenkmale ohne Koordinaten mit einem roten beziehungsweise orangen Marker dargestellt und können in der Karte gesetzt werden. Denkmale ohne Bild sind mit einem blauen bzw. roten Marker gekennzeichnet, Denkmale mit Bild mit einem grünen beziehungsweise orangen Marker.
- Beschreibung: die Beschreibung des Naturdenkmales
- Schutzzweck: Erläutert den Grund der Unterschutzstellung
- Bild: Zeigt ein Bild des Naturdenkmales und gegebenenfalls ein Link zu weiteren Fotos im Medienarchiv Wikimedia Commons

## Bergholz-Rehbrücke
| Bild | Bezeichnung    | Lage | Beschreibung                                                  | Schutzzweck                        | Nummer |
| ---- | -------------- | --- | ------------------------------------------------------------- | ---------------------------------- | ------ |
| BW   | Eibe           | Bergholz-Rehbrücke, Am Luchgraben 1, vor dem Haus (52° 20′ 52,6″ N, 13° 6′ 16,3″ O)                                  | Eibe (Taxus baccata), männlich. Kronendurchmesser 10 m        | Seltenheit, Eigenart, Größe        | 036-02 |
| BW   | Ulme           | Bergholz-Rehbrücke, östlich an einem Wiesenweg zwischen Feldstraße und Kaninchenberg (52° 21′ 7″ N, 13° 7′ 2″ O)     | Flatter-Ulme (Ulmus laevis). Kronendurchmesser 20 m           | Seltenheit, Eigenart, Größe        | 036-04 |
| BW   | Eichen-Zwiesel | Bergholz-Rehbrücke, östlich an einem Wiesenweg zwischen Feldstraße und Kaninchenberg (52° 21′ 7,5″ N, 13° 7′ 0,4″ O) | Stiel-Eiche (Quercus robur). Kronendurchmesser 20 m           | Seltenheit, Eigenart, Größe, Wuchs | 036-05 |
| BW   | Eichen         | Bergholz-Rehbrücke, östlich an einem Wiesenweg zwischen Feldstraße und Kaninchenberg (52° 21′ 7,3″ N, 13° 7′ 1,3″ O) | 2 Stiel-Eichen (Quercus robur). Kronendurchmesser je 20 m     | Seltenheit, Eigenart, Größe        | 036-06 |
| BW   | Kiefer         | Bergholz-Rehbrücke, Arthur Scheunert-Allee 40/41 vor dem Hauptgebäude des Instituts (52° 21′ 10″ N, 13° 6′ 10,3″ O)  | Gemeine Waldkiefer (Pinus sylvestris). Kronendurchmesser 15 m | Seltenheit, Eigenart, Wuchs        | 036-07 |
| BW   | Ess-Kastanien  | Bergholz-Rehbrücke, Grundstück Jean-Paul-Str. 26 (52° 20′ 46,3″ N, 13° 6′ 37,8″ O)                                   | 3 Esskastanien (Castanea sativa). Kronendurchmesser je 10 m   | Seltenheit, Eigenart               | 036-08 |

## Fahlhorst
| Bild | Bezeichnung | Lage | Beschreibung                                        | Schutzzweck                 | Nummer |
| ---- | ----------- | --- | --------------------------------------------------- | --------------------------- | ------ |
| BW   | Ulme        | Fahlhorst, Dorfstraße 1, Chaussee nach Gröben, südlicher Dorfausgang, westlich der Chaussee (52° 18′ 18,2″ N, 13° 9′ 50,4″ O) | Flatter-Ulme (Ulmus laevis). Kronendurchmesser 30 m | Seltenheit, Eigenart, Größe | 156-01 |

## Nudow
| Bild | Bezeichnung | Lage                                                  | Beschreibung                                        | Schutzzweck                 | Nummer |
| ---- | ----------- | ----------------------------------------------------- | --------------------------------------------------- | --------------------------- | ------ |
| BW   | Eiche       | Nudow, Ortslage Nudow (52° 19′ 43,3″ N, 13° 9′ 58″ O) | Stiel-Eiche (Quercus robur). Kronendurchmesser 20 m | Seltenheit, Eigenart, Größe | 452-01 |